# Premières Vacances
Pour plus de détails, voir Fiche technique et Distribution.
Premières Vacances est une comédie française réalisée par Patrick Cassir, sortie en 2018.

## Synopsis
Marion et Ben, tous deux parisiens, font connaissance sur Tinder. Malgré leur caractère complètement opposé, ils se mettent en couple et décident de partir en vacances à deux, malgré l'avis négatif de leur famille. Les deux tourtereaux se rendent en Bulgarie, pays qui se situe à mi-chemin de leur destination de rêve respective.

## Fiche technique
- Titre : Premières Vacances
- Réalisation : Patrick Cassir
- Scénario : Patrick Cassir et Camille Chamoux
- Photographie : Yannick Ressigeac
- Montage : Stéphane Couturier
- Costumes : Emmanuelle Youchnovski
- Décors : Samantha Gordowski
- Son : Stéphane Bucher
- Musique :
- Production : Michaël Gentile et David Pierret
- Sociétés de production : The Film / NJJ Entertainment / Le Pacte / C8
- Société de distribution : Le Pacte
- Pays d'origine :  France
- Genre : comédie
- Durée : 102 minutes
- Dates de sortie :
  - Suisse : 15 septembre 2018 (Festival du film français d'Helvétie)
  - France : 2 janvier 2019

## Distribution
- Camille Chamoux : Marion
- Jonathan Cohen : Ben
- Camille Cottin : Fleur
- Jérémie Elkaïm : Romain
- Vincent Dedienne : Arthur
- Dominique Valadié : Nicole
- Emilie Caen : Géraldine
- Svetlana Gergova : Koukou
- Bar Levy : Yuval
- Sagi Halperin : Almog
- Jean-Charles Clichet : Jérôme
- Zoé Bruneau : Pauline
- Caroline Anglade : Élise

## Accueil

### Box office
Le film sort le 2 janvier 2019 dans 358 salles. Il réalise 29 722 entrées pour sa première journée.
Pour sa première semaine, il cumule 187 422 entrées. Il termine sa carrière en salles avec 304 560 entrées.
Il rapporte 3,43M€ pour un budget de 5,80M€.